# محمد آيت حنا
محمد آيت حنا كاتب ومترجم مغربي، مهتم بالفلسفة والأدب، ولد في الرباط عام 1981، ترجم من الفرنسية العديد من المؤلفات المهمة من أبرزها روايات الروائية الهنغارية أغوتا كريستوف.

## التعليم
- حاصل على الدكتوراه في الفلسفة وتاريخ الفنّ.
- حاصل على دبلوم الدّراسات العليا المعمّقة في الفلسفة وتاريخ العلوم.
- حاصل على شهادة التبريز في الفلسفة.[3]

## العمل
يعمل مدرساً بالمركز الجهوي لمهن التربية والتكوين بالدار البيضاء.

## الإصدارات

### ترجمات
- (حصّة الغريب: شعرية الترجمة وترجمة الشعر عند العرب) تأليف: كاظم جهاد. صدر عن دار الجمل 2011.[4]
- (الغريب) تأليف: ألبير كامو. صدر عن دار الجمل 2013.[5]
- (الدفتر الكبير) تأليف: أغوتا كريستوف. صدر عن دار الجمل 2013.[6]
- (مذكرات جسد) تأليف: دانييل بناك. رواية صدرت عن المركز الثقافي العربي 2014.[7]
- (جورج الموريسي: حكاية عن البرّ والبحر) تأليف: ألكساندر دوما. صدر عن مشروع كلمة للترجمة 2014.[8]
- (البرهان) تأليف: أغوتا كريستوف. رواية صدرت عن منشورات الجمل 2015.
- (الأمية) تأليف: أغوتا كريستوف. سيرة صدرت عن منشورات الجمل 2014.[9]
- (العالم والبلدان: دراسات في الجغرافية البشرية عند العرب) تأليف: أندريه ميكيل. صدر عن مشروع كلمة للترجمة 2016.
- (الأيام السعيدة) تأليف: صامويل بيكيت. صدرت عن دار المدى 2019.[10]
- (ماتيو خسر وظيفته) تأليف: غونزالو تافاريس. رواية صدرت عن دار الخان 2019.[11]
- (كافكا: الخاطب الأبدي) تأليف جاكلين راؤول دوفال. صدر عن منشورات تكوين 2019.
- (الدهشة الفلسفية) تأليف: جان هرش. صدر عن منشورات الجمل 2019.[12]
- (أينك يا ماتياس؟ يليه: لين، الزمن) تأليف: أغوتا كريستوف. صدر عن منشورات الجمل 2019.
- ( كونت مونت كريستو) تأليف: ألكسندر دوما. صدر عن دار التنوير 2021.
- (نزل الزمن الثالث: أيام السيد بيكيت الأخيرة) رواية من تأليف: ميليس بيسري⁩. صدرت عن دار أثر 2022.[13]

### مؤلفات
- (عندما يطير الفلاسفة) قصص. صدرت عن منشورات أجراس. البيضاء 2007.[14]
- (لرغبة والفلسفة: مدخل إلى قراءة دلوز وغوتاري) صدر عن منشورات توبقال 2010.[15]
- (القصّة والتشكيل: نماذج مغربية) صدر عن منشورات وزارة الثقافة المغربية 2012.
- (مكتباتهم) صدر عن منشورات توبقال 2017.[16]
- (الحديقة الحمراء) رواية صدرت عن منشورات الجمل 2019.[17]

## الجوائز
حصل على جائزة الشيخ حمد للترجمة والتفاهم الدولي (الدورة العاشرة) في فئة الترجمة من اللغة الفرنسية إلى اللغة العربية عام 2024م.